# Robyn Malcolm
Pour les articles homonymes, voir Malcolm.
Robyn Malcolm, née le 15 mars 1965 à Ashburton, est une actrice néo-zélandaise.
Elle est principalement connue pour avoir joué le rôle de Cheryl West, la matriarche de la série Outrageous Fortune (en).

## Filmographie

### Cinéma
- 1992 : Absent Without Leave : Betty
- 1994 : The Last Tattoo : une ouvrière
- 2002 : Le Seigneur des anneaux : Les Deux Tours (The Lord of the Rings: The Two Towers) : Morwen, la mère des 2 enfants rescapés
- 2003 : Perfect Strangers : Aileen
- 2009 : Lovely Bones (The Lovely Bones) : la femme de Foreman (non créditée)
- 2010 : The Hopes & Dreams of Gazza Snell : Gail Snell
- 2011 : Burning Man : Kathryn
- 2013 : Drift : Kat Kelly
- 2017 : Hostiles de Scott Cooper : Minnie McCowan

### Télévision
- 1996-1998 : Shortland Street (série télévisée) : Ellen Crozier
- 2004 : Serial Killers (série télévisée) : Pauline
- 2005-2010 : Outrageous Fortune (série télévisée) : Cheryl West
- 2010-2014 : Rake (série télévisée) : Kirsty Corella
- 2013 : Top of the Lake (mini-série) : Anita
- 2013 : Agent Anna (série télévisée) : Anna Kingston
- 2013 : Upper Middle Bogan (série télévisée) : Julie Wheeler
- 2014 : Charlotte: A life Without Limbs (documentaire télévisé) : Présentatrice
- 2015 : Brokenwood (série S02,E02) : Ruth Phelps
- 2015 : The Principal (série télévisée) : Sonya
- 2016-2018 : Wanted (série télévisée) : Donna Walsh
- 2016 : The Code (série télévisée) : Marina Baxter
- 2017 : Wake in Fright (mini-série)
- 2018 : Dr Harrow (série télévisée) : Maxine Pavich
- 2018 : The Outpost (série télévisée) : Elinor

## Récompenses et distinctions

### Nominations
- New Zealand Film and TV Awards 2011 : meilleure actrice pour The Hopes & Dreams of Gazza Snell

### Récompenses
- 2024 : Festival Séries Mania : meilleure actrice du panorama international pour After The Party